# Đặng Thế Vinh
Đặng Thế Vinh (sinh ngày 27 tháng 6 năm 1963) là một chính trị gia người Việt Nam. Ông nguyên là Phó Tổng Kiểm toán Nhà nước . Nguyên Phó Bí thư Tỉnh ủy Hậu Giang. Đại biểu Quốc hội Việt Nam khóa XIII tỉnh Long An nhiệm kì 2011-2016, khóa XIV tỉnh Hậu Giang nhiệm kì 2016-2021. Phó Chủ nhiệm Ủy ban Kinh tế Quốc hội khóa XIII

## Xuất thân
Đặng Thế Vinh sinh ngày 27 tháng 6 năm 1963 quê quán ở xã Đa Tốn, huyện Gia Lâm, thành phố Hà Nội. Ông là người dân tộc Kinh, Không theo tôn giáo nào. Ông đăng kí thường trú ở Số 38, ngõ 113, Vĩnh Hồ, phường Thịnh Quang, quận Đống Đa, TP. Hà Nội.
Ông hiện cư trú ở Số 2, đường Lê Hồng Phong, khu vực 3, phường 5, thành phố Vị Thanh, tỉnh Hậu Giang.

## Giáo dục
- Giáo dục phổ thông: 10/10[2]
- Đại học Luật (tiếng Nga)[2]
- Thạc sĩ Luật chuyên ngành Thương mại quốc tế (tiếng Anh) tại Đại học Tổng hợp Luân Đôn, Vương Quốc Anh.[2]
- Cao cấp lí luận chính trị[2]

## Sự nghiệp
Từ tháng 9 năm 1988 đến tháng 5 năm 2000, ông là Chuyên viên Vụ Hội đồng và các Ủy ban, Vụ Các vấn đề xã hội, Vụ Kinh tế và Ngân sách của Văn phòng Quốc hội (VPQH); Học Thạc sĩ Luật tại Đại học Tổng hợp Luân Đôn, Vương Quốc Anh.
Ông gia nhập Đảng Cộng sản Việt Nam vào ngày 8/01/1993, ngày chính thức là 8/1/1994.
Từ tháng 5 năm 2000 đến tháng 8 năm 2007, ông là Phó Vụ trưởng Vụ Kinh tế và Ngân sách, Văn phòng Quốc hội Việt Nam.
Từ tháng 8 năm 2007 đến tháng 7 năm 2011, ông là Phó Vụ trưởng, Vụ trưởng Vụ Kinh tế, Ủy viên Ban Chấp hành Đảng bộ Văn phòng Quốc hội Việt Nam.

### Đại biểu Quốc hội Việt Nam khóa 13 tỉnh Long An
Ông từng là đại biểu Quốc hội Việt Nam khóa 13 (2011-2016) tỉnh Long An, sau đó chuyển sinh hoạt từ Đoàn đại biểu Quốc hội tỉnh Long An về Đoàn đại biểu Quốc hội tỉnh Hậu Giang theo Nghị quyết 197/TB-BCTĐB).
Từ tháng 7 năm 2011 đến tháng 3 năm 2014, ông giữ chức Phó chủ nhiệm Ủy ban Kinh tế của Quốc hội Việt Nam khoá 13, Ủy viên Ban Chấp hành Đảng bộ Đảng Cộng sản Việt Nam ở Văn phòng Quốc hội.
Từ tháng 3 năm 2014 đến tháng hết tháng 10 năm 2017, ông là Phó Bí thư Tỉnh ủy Hậu Giang, Ủy viên Ủy ban Kinh tế Quốc hội khóa 13, khóa 14.

### Đại biểu Quốc hội Việt Nam khóa 14 tỉnh Hậu Giang
Khi được trung ương giới thiệu ứng cử đại biểu Quốc hội Việt Nam khóa 14 vào tháng 5 năm 2016 ông đang là Phó Bí thư Tỉnh ủy Hậu Giang, Ủy viên Ủy ban Kinh tế của Quốc hội, làm việc ở Tỉnh ủy Hậu Giang.
Ông đã trúng cử đại biểu quốc hội năm 2016 ở đơn vị bầu cử số 1, tỉnh Hậu Giang gồm có thành phố Vị Thanh và các huyện: Vị Thủy, Châu Thành, Châu Thành A, được 191.906 phiếu, đạt tỷ lệ 72,82% số phiếu hợp lệ.

### Phó Tổng Kiểm toán Nhà nước Việt Nam
Kể từ ngày 1/11/2017, ông được điều động, bổ nhiệm chức vụ Phó tổng Kiểm toán Nhà nước Việt Nam theo Nghị quyết số 448/NQ-UBTVQH ngày 31/10/2017, thời hạn bổ nhiệm là 5 năm.